# Sint-Antonius van Paduakerk (Vragender)
De Sint-Antonius van Paduakerk is een rooms-katholieke kerk in de Nederlandse plaats Vragender. De eerste aanzet voor een kerk was in 1862, toen contact werd gezocht met het parochiebestuur, het decanaat en het ministerie van Eredienst. Nadat in 1868 het benodigde geld bij elkaar was gebracht en de grond ter beschikking werd gesteld, kon in 1869 worden begonnen met de bouw. Als architect was de Duitser Schneider aangewezen. Deze werd echter tijdens de bouw opgeroepen voor het Duitse leger en sneuvelde in de Frans-Duitse Oorlog. Hierop werd Gerard te Riele aangewezen om als architect het bouwproject te voltooien. In 1871 was de bouw gereed en kon de kerk door de pastoor van Lichtenvoorde worden ingezegend. Het Godshuis werd gewijd aan de heilige Antonius van Padua.
Het kerkgebouw was opgeleverd zonder pastorie en toren, die werden in de jaren erna toegevoegd. In 1876, nadat de pastorie gereed was, kreeg de parochie haar eigen pastoor: Hermanus Jongerius. 
De kerk was na de Tweede Wereldoorlog in vervallen staat. Besloten werd het gebouw met uitzondering van de toren af te breken en vervolgens naar ontwerp van Joh.H. Sluijmer in neoromaanse stijl opnieuw op te trekken.
In 2010 waaide bij een zomerse storm de spits van de toren. De herstelwerkzaamheden duurden ruim twee jaar, in oktober 2012 werden ze afgerond met het terugplaatsen van de windhaan.
De kerk is een gemeentelijk monument. 
De Sint-Antonius van Paduakerk is op 2 februari 2021 aan de eredienst onttrokken. De kerk in Vragender is de eerste van zes binnen de gefuseerde parochies van Paulus en Ludger die de deuren sluit en een andere bestemming krijgt. Er zijn in 2023 appartementen in de kerk gerealiseerd.